# 宣誓 (游戏)
《宣誓》是一款動作角色扮演遊戲，由黑曜石娱乐开发并由Xbox游戏工作室发行。《宣誓》与《永恒之柱》的故事均发生在同一个世界观下的奇幻世界艾欧拉。该游戏在2025年2月18日于Windows和Xbox Series X/S平台发布。

## 概要
《宣誓》的故事发生在艾欧拉世界中的盎然之地（Living Lands）。游戏中的盎然之地拥有各式各样的地区，从生机勃勃的茂密森林到干旱的岩石沙漠以及大型洞穴和山谷。玩家则控制一名来自艾迪尔帝国的特使，他被派往盎然之地调查一场神秘的瘟疫。

## 游戏玩法
《宣誓》是一款采用第一人称视角游戏的動作角色扮演遊戲。玩家可以使用魔法、近战武器和枪械来击败敌人。本作具有多种法术，允许玩家做出诸如将敌人冻结在冰中或者使用纠缠咒语诱捕敌人之类的壮举。法术可以与其他武器结合使用创造出组合技，例如使用剑砍碎被冰冻的敌人。玩家也可以在多种武器设置之间快速切换，可以使用包括双手持枪、双魔杖、双手斧或剑盾组合（或魔杖与盾、枪械或盾牌）。该游戏具有多种技能树，可以让玩家在游戏过程中解锁更强大的能力。武器也可以单独升级。虽然《宣誓》不是一款完整的开放世界游戏，但该游戏具有多个大型开放区域供玩家探索。
当玩家探索游戏世界时，他们将可以与其他NPC互动。与黑曜石的另一作品《天外世界》类似，该游戏的对话选项反映了玩家想要传达的语气和态度。一些NPC会加入玩家的队伍并成为他们的同伴，每个人都有自己的性格和战斗技能。玩家每一次可以与两个同伴一起探索游戏世界并完成任务。

## 游戏开发
《宣誓》是自2018年微软收购黑曜石工作室以来的第一个第一方AAA级项目，这款游戏最初被定位为“黑曜石制作的《上古卷轴V：天际》”，游戏将拥有一个巨大的开放世界。然而随着游戏不断开发，工作室选择不模仿《上古卷轴》的游戏风格，而是开发一款更类似于黑曜石之前作品的角色扮演游戏。虽然故事舞台变小了，但可以更注重故事本身和人物塑造。根据游戏总监凯丽·帕特尔的说法，故事中的同伴是游戏故事的“重要组成部分”。
黑曜石娱乐工作室和Xbox游戏工作室在2020年7月的Xbox游戏展示会上公布了本作。该游戏将于2025年2月18日在Windows和Xbox Series X/S上发布，并首发加入Xbox Game Pass。
2024年11月15日，微软与暴雪娱乐宣布《宣誓》即日起开始在微软商店（Xbox/Windows）、Steam以及战网开始接受预购，本作为首次登陆战网的非动视暴雪开发并发行的微软第一方游戏。